# Súlnafjallgarður
Súlnafjallgarður är en ås i republiken Island. Den ligger i regionen Norðurland eystra, 300 km nordost om huvudstaden Reykjavík.